# Festival du film britannique de Dinard 2009
Le Festival du film britannique de Dinard 2009 est la 20e édition du Festival du film britannique de Dinard. Jean-Paul Rappeneau, réalisateur français, en est le président du jury.
Le parrain du festival est Hugh Hudson, et la marraine du festival est Françoise Fabian.

## Jury
|  | Nom                                     | Qualité                                          | Nationalité |
|  | --------------------------------------- | ------------------------------------------------ | ----------- |
|  | Jean-Paul Rappeneau (président du jury) | réalisateur                                      | France      |
|  | Hugh Bonneville                         | acteur                                           | Royaume-Uni |
|  | Julie Ferrier                           | actrice, humoriste, metteur en scène et danseuse | France      |
|  | Zoé Félix                               | actrice                                          | France      |
|  | Stéphane Freiss                         | acteur                                           | France      |
|  | Sally Hawkins                           | actrice                                          | Royaume-Uni |
|  | Jean-Pierre Lavoignat                   |                                                  |             |
|  | Dallas Smith                            |                                                  |             |
|  | Carole Scotta                           |                                                  |             |
|  | Paul Andrew Williams                    | réalisateur                                      | Royaume-Uni |

## Films sélectionnés

### En compétition
- Crying With Laughter de Justin Molotnikov
- In the Loop d'Armando Iannucci
- Jean-Charles d'Henrique Goldman
- She, A Chinese de Guo Xiaolu
- Sounds Like Teen Spirit de Jamie Jay Johnson
- White Lightnin' de Dominic Murphy

### Film d'ouverture
- An Englishman in New York de Richard Laxton

### Film de clôture
- From Time to Time de Julian Fellowes

### Séance spéciale
- Lesbian Vampire Killers de Phil Claydon

## Palmarès
- Hitchcock d'or : White Lightnin' de Dominic Murphy
- Prix Studio CinéLive du Public : Sounds Like Teen Spirit de Jamie Jay Johnson
- Le Prix Kodak Limited : White Lightnin' de Dominic Murphy
- Le Trophée Grand Marnier : Jean-Charles de Henrique Goldman
- Le Prix Entente Cordiale du British Council : Ex Aequo : Birds Get Vertigo et Incredible Story Of My Great Grandmother Olive
- Le Prix Coup de Cœur de La Règle du Jeu : Moon de Duncan Jones